# Idioma ngadjuri
Ngadjuri es una extinta lengua aborigen australiana hablada anteriormente por el pueblo ngadjuri de Australia del Sur, cuyas tierras tradicionales  cubrió aproximadamente 11,5 millas cuadradas (29,8 km²), abarcando Angaston y Freeling en el sur y corriendo hacia el norte hasta Clare, Crystal Brook, Gladstone hasta Carrieton y Orroroo en las Correas Flinders.